# Liste der Monuments historiques in Laféline
Die Liste der Monuments historiques in Laféline führt die Monuments historiques in der französischen Gemeinde Laféline auf.

## Liste der Bauwerke
| Bezeichnung        | Beschreibung                           | Standort | Kennzeichnung | Schutzstatus | Datum | Bild           |
| ------------------ | -------------------------------------- | -------- | ------------- | ------------ | ----- | -------------- |
| Chapelle de Reugny | Kapelle, erbaut im 13. Jahrhundert     | (Lage)   | PA00132791    | Inscrit      | 1994  | weitere Bilder |
| Château du Bouchat | Schloss, erbaut im 14./15. Jahrhundert | (Lage)   | PA00093129    | Inscrit      | 1965  | weitere Bilder |
| Kirche St-Martin   | Erbaut im 12. Jahrhundert              | (Lage)   | PA00093130    | Classé       | 1963  | weitere Bilder |